# Innocenzo Le Masson
Innocenzo Le Masson, al secolo Philippe ((FR)  Innocent Le Masson; Noyon, 21 dicembre 1627 – Saint-Pierre-de-Chartreuse, 8 maggio 1703) è stato un presbitero, teologo e monaco cristiano francese dell'Ordine certosino, di cui fu ministro generale.
Figura importante ed influente della storia dell'ordine, per la sua personalità fu definito il «Luigi XIV dei certosini» dallo storico e cardinale J.P. Martin.

## Biografia

### Origini e formazione
Philippe Le Masson è nato a Noyon in una famiglia dell'alta borghesia imparentata con Jean-Baptiste Colbert. Alla fine del 1644 entrò nella certosa di Mont-Saint-Louis sul Mont Renaud e prese il nome religioso di Innocenzo in onore di papa Innocenzo I. Successivamente venne nominato vicario, poi maestro dei novizi. Scrisse nel 1662 una Theologia moralis practica, originariamente destinata ai giovani monaci. Nel 1672 divenne con-visitatore della provincia certosina di Piccardia.
Morì l'8 maggio 1703. Fu sepolto nel cimitero dei padri nella Grande Chartreuse.

Stemma di Innocenzo Le Masson, ministro generale dell'Ordine certosino. Rappresenta un globo crucigero d'oro su scudo d'azzurro.

### Il priorato generale
Il 15 ottobre 1675, Le Masson fu eletto priore della Grande Chartreuse, carica che mantenne fino alla sua morte, ovvero ministro generale del suo ordine.
La sera del 10 aprile 1676, pochi mesi dopo l'inizio del suo priorato, un incendio distrusse buona parte la Grande Chartreuse. Le Masson si adoperò per la ricostruzione, con un diverso criterio architettonico, in un luogo più areato: si deve al suo intuito la installazione delle coperture dei tetti in ardesia, materiale ignifugo ed ideale per resistere alle variazioni climatiche, tant’è che tuttora ricopre i tetti della casa madre certosina.
Le Masson difese l'ortodossia cattolica dal giansenismo e dal quietismo. Nel 1677 scrisse un'Introduction à la vie religieuse et parfaite (Introduzione alla vita religiosa e perfetta) e iniziò a scrivere una storia del suo ordine.
Scrisse e pubblicò nuova collezione degli statuti dell’Ordine dal titolo Disciplina ordinis carthusiensis, ed approvati dal papa nel 1699, nel quale si provava con bolle papali testi ed annotazioni che l’Ordine certosino avesse l'approvazione pontificia fin dalle sue origini, in risposta a quanti dissentivano.

#### La disputa contro Madame Guyon
Dopo aver incontrato personalmente la mistica Madame Guyon, si oppose alla sua opera, (pubblicata in forma anonima) Le Moyen court et facile de faire oraison. Fu emesso un decreto di censura dalla Santa Sede nel 1689, che rimase inapplicato. Anche l'arcivescovo di Parigi nel 1694 ne condannò il contenuto, anche se debolmente. Il testo continuò tuttavia ad essere ampiamente letto e diffuso nei conventi.
Le Masson pubblicò un suo scritto a commento del testo. Fu sostenuto dal vescovo di Grenoble, il cardinale Le Camus.

## Opere

### Opere originali

#### Opere in francese
- (FR) Introduction à la vie religieuse et parfaite, 1667.[7]
- (FR) Chapitre VII: Méditations des psaumes de vêpres, in La Psalmodie intérieure de l'office de la Vierge, 1689.
- (FR) Sujets de méditations sur le Cantique des cantiques de Salomon, expliqué selon le sentiment des saints Pères de l'Église, 1692.
- (FR) La Vie de messire Jean d'Aranthon d'Alex, évêque et prince de Genève, 1697.
- (FR) Éclaircissemens sur la vie de messire Jean d'Aranthan d'Alex, évêque et prince de Genève, 1699.

#### Opere in latino
- (LA) Theologia moralis practica, 1662.
- (LA) Annales ordinis cartusiensis tribus tomis distributi, 1687.
- (LA) Praxis Juris Cartusiani in Judiciis Reddendis et Poenis imponendis ex statutis desumpti, 1695.
- (LA) Direction pour se former au saint exercice de l'oraison, 1695.
- (LA) Enchiridion salutis operandae in quo de gratia Christi obtinenda et servanda, 1700.
- (LA) Disciplina ordinis Cartusiensis in tres libros distributa, 1703.

### Pubblicazioni e raccolte postume
- (FR) Innocent Le Masson, Traitè sur l'oraison, a cura di Christophe Bagonneau, Parole et Silence, 2005, ISBN 978-2845733534.
- (FR) Innocent Le Masson, Correspondance, a cura di Augustin Devaux, collana Analecta Cartusiana, tomi I-V, Salisburgo, Institut fur Anglistik und Amerikanistik, Universitat Salzburg, 2003-2005.